# Bi Feiyu

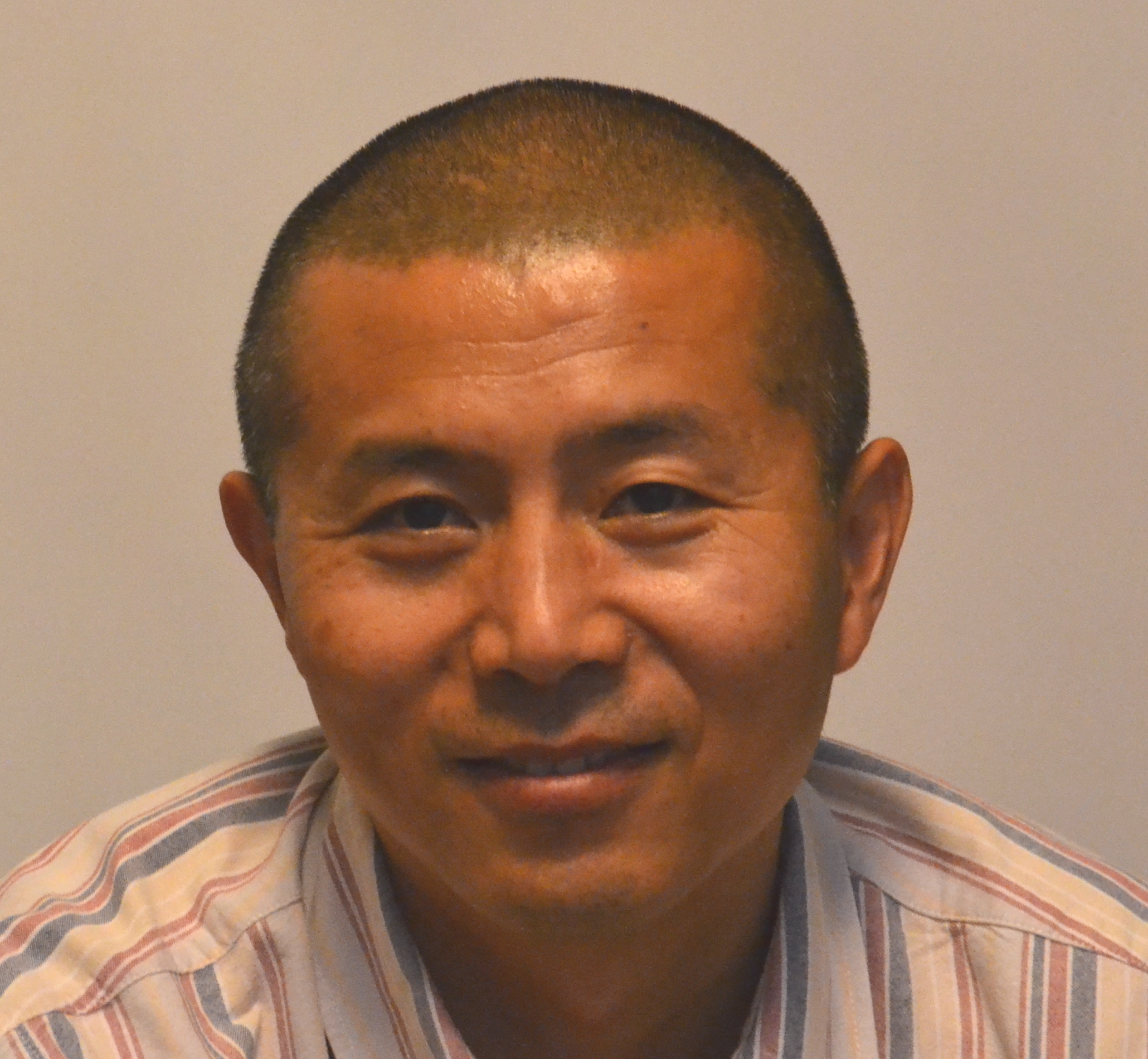
Bi Feiyu

Bi Feiyu (Vereenvoudigd Chinees:毕飞宇, Traditioneel Chinees:畢飛宇, Pinyin: Bì Fēiyǔ) is een Chinese auteur, geboren in 1964 in Xinghua in de provincie Jiangsu.
In China heeft Bi Feiyu een aantal belangrijke prijzen gewonnen, zoals de Lu Xun-literatuurprijs (鲁迅文学奖), de Mao Dun-literatuurprijs (茅盾文学奖) en de Man Asian Literary Prize. Hij wordt geprezen om zijn meer complexe vrouwelijke personages. Naast zijn literaire werk heeft Bi ook het script geschreven van de film Shanghai Triad, geregisseerd door Zhang Yimou.

## In het Nederlands vertaalde boeken
Drie van Bi Feiyu's boeken zijn in het Nederlands verschenen bij uitgeverij De Geus, namelijk:
- Krekel krekel (蛐蛐 蛐蛐), korte verhalen vertaald door verschillende vertalers (2015).
- Drie zussen (玉米, 玉秀, 玉秧), vertaald door Yves Menheere (2013).[1]
- Maanopera (青衣), novelle vertaald door Mark Leenhouts (2006).[2]

- Biblioteca Nacional de España: XX1791634
- Bibliothèque nationale de France: cb140972166 (data)
- Catàleg d'autoritats de noms i títols de Catalunya: 981058529548206706
- CiNii: DA13888022
- Gemeinsame Normdatei: 129235121
- International Standard Name Identifier: 0000 0001 1769 641X
- Library of Congress Control Number: nr97012234
- Bibliotheek van het Japanse parlement: 001241205
- Nationale bibliotheek van Australië: 36723946
- Nationale Bibliotheek van Israël: 987007458827205171
- Nationale Bibliotheek van Polen: a0000002719078
- Nederlandse Thesaurus van Auteursnamen: 242540910
- Réseau des bibliothèques de Suisse occidentale: 02-A009427008
- Istituto Centrale per il Catalogo Unico: UBOV489817
- Système universitaire de documentation: 075875616
- Trove: 1432305
- Virtual International Authority File: 71599321
- WorldCat: E39PBJvHg7qmB4wxXcM6mJ6Yfq